# Шевиріно
Шеви́ріно (рос. Шевырино) — село у складі Абатського району Тюменської області, Росія.
Населення — 575 осіб (2010, 751 у 2002).
Національний склад станом на 2002 рік:
- росіяни — 93 %